# Francia filmművészet

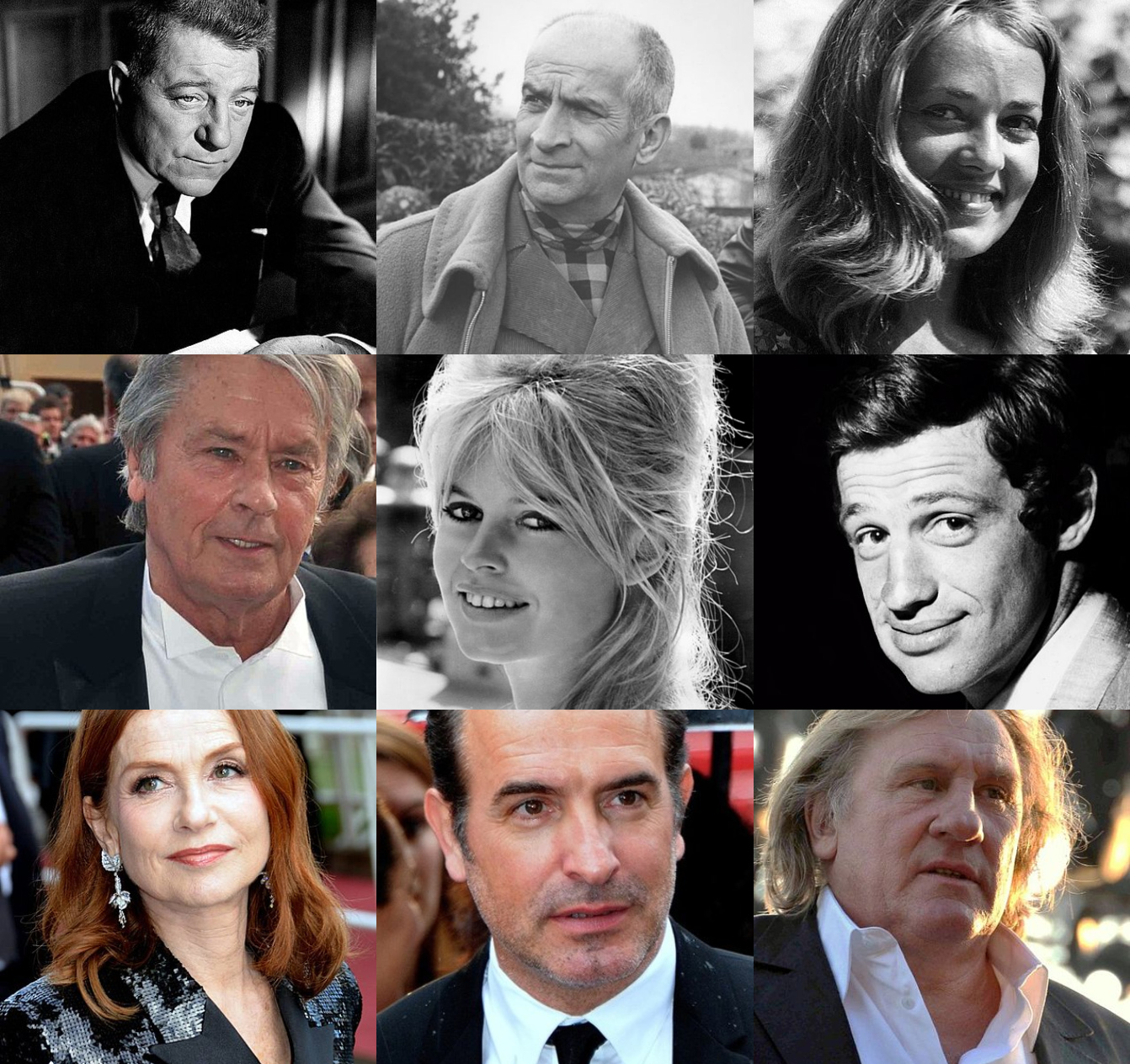
Jean Gabin, Louis de Funès, Jeanne Moreau, Alain Delon, Brigitte Bardot, Jean-Paul Belmondo, Isabelle Huppert, Jean Dujardin, Gérard Depardieu.

Franciaország mind a tömegmédia, mind a művészeti forma tekintetében már a film feltalálásában is jelentős szerepet játszott, és a francia filmművészet azóta is nagy hatást gyakorol szerte a világon.

## Története

### A kezdetek

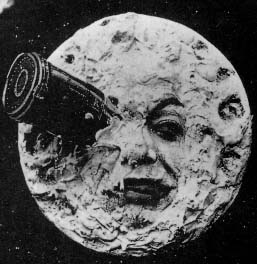
Utazás a Holdba (1902)

A 19. század végén, a mozi korai éveiben, számos kísérletező művész származott Franciaországból. Auguste és Louis Lumière feltalálta a kinematográfot és az általános történészi megítélés szerint az 1895-ben Párizsban L'Arrivée d'un train en gare de la Ciotat címmel bemutatott vetítésük jelentette a mozi születését.
A következő években filmesek szerte a világon megkezdték munkájukat az új médiummal, köztük a mozi nyelvének ma már közismert technikái közül többet is kifejlesztő, nagy hatást gyakorló Georges Méliès, aki 1902-ben Utazás a Holdba (Le Voyage dans la Lune) címmel elkészítette az első science fiction filmet.
Létrejött az első korai filmstúdió, a Gaumont Pictures és további filmes egyéniségek bukkantak fel, mint Pathé Frères vagy Alice Guy Blaché, aki La Fée au Choux címmel 1896-ban forgatta első filmjét, majd 1897-től 1906-ig gyártásvezető volt a Gaumont filmstúdióban, itt körülbelül 400 filmet készített. Pályafutását az Egyesült Államokban folytatta, csakúgy mint Maurice Tourneur, egy másik ismert filmes a 19. század elejéről.

### A némafilm kora
Az 1920-as években főként szürrealista alkotások születtek, amit az akkori sajtó éles kritikával nézett. A korszak bravúrja az Andalúziai kutya című munka volt Luis Buñuel és Salvador Dalí, alkotása. Buñuel és Jean Cocteau fiatalkorai műveikben is már megcsillant zsenialitásuk, ami végigvezette őket egész pályájuk során. Buñuel a harmincas években felhagyott a szürrealizmussal.

### A francia film megújulása, avagy hogyan kezdődött a filmes avantgárd
Az első világháború után a francia filmművészet a többi jelentős filmművészettel rendelkező országokéhoz hasonlóan olyan helyzetbe került, hogy alkotóinak nem lehetett nem észrevennie a kontrasztot a valóság és a művészetek között. Elsősorban maga a háború hatott ki a nagymértékű változásokra és változtatta meg az eddigi szemléleteket. Ez tetőzte az oroszországi forradalom és hatása, ami megmutatkozott 1919-ben az intervenció elleni általános sztrájkokban Franciaországban. A háborútól való távolodás azonban nem hozott megnyugvást, hiába volt Franciaország a győztes hatalmak között, nem élvezhetett stabilitást. Tehát nemcsak a háború, hanem a nyílt és permanens politikai cselekvés is befolyásolta a megismerés, a szemlélte átalakulását.
Többé-kevésbé ugyanaz játszódott le, mint Németországban: a film megpróbált kizökkenni a valóságból, hogy egy másfajta, valóságot mutasson be. Ez pedig az emberben lejátszódó pszichés folyamatok a szabad asszociációk valósága lett. Ekkoriban a filmművészet már nem csak vásári mulatság volt, az értelmiség körében is egyre inkább érdeklődést keltett. Ilyen körülmények között alakult ki egy tudatos szellemi mozgalom, amelyet legjobban egyik kezdeményezője és vezető egyénisége, Louis Delluc rendező szavaival lehet jellemezni:
„A francia film legyen igazán francia és igazán film!” Természetesen ez a mozgalom nem volt független a művészetekben uralkodó akkori áramlatoktól, sőt nagyon is rányomták bélyegüket. A különféle „izmusok” nemcsak a képzőművészetre, festőművészetre, költészetre mutatkoztak meg, hanem a filmben is. Ahogy az időszak más művészeteiben úgy a filmben sem jött létre egy egységes stílusirányzat, a rendezők laza csoportosulásokba tömörültek.
Tehát mindaz a mi a német avantgárdban néhány rendező művészeteként egységes folyamat volt, (a nonfiguratív absztrakttól, a figuratív absztrakton és a dadaisztikus-szürrealisztikus ábrázoláson keresztül a dokumentumfilm felé) a francia filmművészetben külön-külön művészek alkotásai lévén realizálódtak.

#### A francia impresszionizmus (Előtte és utána)
Az expresszionizmus az európai filmkultúra egy mindmáig élénken ható alapformája, melynek szelleme újra és újra átitatja a különböző korszakok nagyon is különböző stílusú filmművészetét. Ha megpróbálnánk meghatározni az expresszionista filmen keresztül az egész ábrázolásmód lényegét, azt mondhatnánk, hogy benne a lelki indulatok szinte korlátlanul uralják a világábrázolást.
Az expresszionista számára a világot egyén feletti pszichikai erők uralják, ezért világa kizárólag mint ezek martaléka jelenik meg. Innen származik a kiszámíthatatlanság és a félelem alaphangulata, valamint ez a romantikától, egyenes ágú felmenőjétől való éles különbségének alapja is: a romantikus lélek szenved a világban, mert túláradó lelkiségét egy lelketlen, meg nem értő prózai világ veszi körül, ezért egyetlen menedéke saját maga vagy a szép halál. Az expresszionista számára már nincs menedék, mert az ő világa nemcsak hogy meg nem értő, hanem kifejezetten támadó, ellenséges.
A francia filmművészeti avantgárd első szakasza a francia impresszionizmus volt. Ez az irányzat bizonyos képviselői révén átnőtt az „igazi” francia avantgárdba, de jellege szerint különbözik attól. Ez a különbség abban áll, hogy az impresszionizmus nem csak a valóság, hanem a csak a korábbi művészetek ellen lázadt, az avantgárd pedig mind a két lázadásból kivette a részét.
Az impresszionizmus előtti francia filmművészetben az ábrázolás megfelelt a korai filmben általában tapasztalhatónak: a cselekményes téma fő mozzanatai jelenítették meg, s ez egészült ki a feliratok révén magán- és párbeszédekkel, de még inkább közvetlen magyarázatokkal. A magyarázatok nemcsak a hely és idő koordinátáit adták meg, hanem az összefüggéseket is tisztázták. Sokszor nagyon részletesen és kihagyott események felsorolásával is. A hősök cselekvése tehát csak részben motiválódott látható akcióval, részben az inzertek szövege hozta a dolgokat a néző tudomására. Ez az ábrázolás kizárt mindenfajta azonosulását a hősökkel, s inkább látványosság volt, semmint esztétikai megismerés. Az, hogy a filmművészet – mozgófénykép jellege folytán – bizonyos értelemben a valósággal ábrázol így alig valósult meg. Ebből következik az, hogyha a tartalmat hordozó formai közeg ilyen ’primitív’ volt, akkor nem volt mód arra sem, hogy a filmek a valóságos ellentmondásokat ragadják meg. Akár társadalmi-politikai fokon, akár az egyszerű mindennapi emberi élmények síkján jelentkeznek. Az impresszionizmus az események mozgóképesítése mellett a gondolatoknak és az emlékeknek is helyet adott.
Az impresszionizmus előfutárának Abel Gance tekinthető, később több fiatal rendező is feltűnt, mint Louis Delluc, Germaine Dulac, Julien Duvivier, Albert Cavalcanti, Carl Theodore Dreyer, Jean Epstein és Marcel L’Herbier. L’ Herbier a képszerű szépségeket már nem festőiesen, színpadi dekorációk módján kereste, tisztán fotografikusan, a fénykép új lehetőségeiben. Az effajta nézőpontkeresés nemcsak anyagszerűbb, hanem kevésbé filmellenes is. Az effajta formai szépség nem csak, hogy nem rontotta filmjei drámaiságát, a dráma tempóját, hanem inkább a kifejezést szolgálta, a jelenet érzéstartalmát, hangulatát növelte. Ennek a magas fejlettségű francia filmstílusnak legfőbb eszköze a kifejező fény, a fények és árnyékok egyensúlya, harmóniája. A filmbeli megvilágítás a művészi kifejezést szolgálta. Az általános bevilágítás csupán bázis volt. A rendező ebből indult ki, hogy felrakhassa a kifejező fényeket és árnyékokat, hogy ezáltal megteremtse a jelenet drámai atmoszféráját. A színpadias ábrázolástól való elszakadás újítását jelentőssé olyan művek emelték, mint például Delluc Láz című filmje, amit 1921-ben mutattak be. Ez a film már több mint egy cselekményességével érzelmileg felfokozott színpadias illusztráció, mert jelentéshordozásában már igényesebb. A film egy Marseille-i kocsmában játszódik, ahová a tengerészek egy csoportjával a kocsmárosné volt szeretője is megérkezik egy egzotikus vidékről érkező nővel. Egymás iránti érdeklődésük ismét feltámad a tánc folyamán. A kocsmárosné által visszautasított egyik vendég uszítására azonban a kocsmáros megtámadja, sőt megöli a matrózt. Társait a rendőrség akadályozza meg a bosszúban. A verekedésben megsérült vendég (az uszító) pedig a kocsmárosnéra tereli a gyanút, akit elvisznek a rendőrök. Még csak a szokásos mindennapi kocsmai képet látni, amikor a kocsmárosné premierplánját felváltja a kikötő képe. Ez azt fejezi ki, amit a képen látható személy gondol, tehát a kocsmárosné vágyódását a matróz iránt. Ezzel párhuzamosan megjelennek az egzotikus vidékről származó nővel való kapcsolat kialakulásának képei is. A film jelentős részét tehát a találkozás kapcsán az emlékképek felidéződése foglalja el, tehát Delluc filmjében már a cselekvés motivációja, a külső hatásokra való reagálás lépett előtérbe.
Az impresszionista művek között sok a remekmű, de van egy kimagasló film, ami a maga nemében a francia némafilm emblémája lett. Nem másról van szó, mint Dreyer: Jeanne d’Arc szenvedéseiről (1928). A rendező végig közeli képkivágásokat használ, ezek közül is főleg premier- és szekond plánokat, de előfordul kistotál is. Ennek ellenére a néző térbeli és időbeli orientációja mindig hibátlan, hiánytalan marad. Dreyer programja az volt, hogy szerette volna megmutatni a lélek hatalmát a test felett. A realitás érdekében mellőzött mindenféle púderezést és sminket, a színészeit is az életből válogatta, nem hivatásos színészek voltak. Dreyer szakított azzal a megszokással is, hogy a film jeleneteit nem a forgatókönyv szerinti sorrendben veszik fel. A film valamennyi színterét és dekorációját előre megépítette, a jeleneteket sorban, a dráma időrendje szerint vette fel. Ezáltal elérte azt, hogy a színészei a lehető legmélyebben beleéljék magukat a szerepükbe.

#### Hogy lett az impresszionizmusból „avantgárd”?
A francia filmes avantgárd nem volt annyira „tömbösített”, mint a német testvére. Sok rendező próbálkozott újítani, kutatni az új filmes eszközöket. Ezekből a tapogatózó munkálatokból született meg később az avantgárd.
Ezek közül a rendezők közül elsőként Alberto Cavalcantit említeném, akinek nevezetes filmje: Yvette (1928) már átvezeti őt az avantgardisták csoportjához. Hasonlóképpen tett Germaine Dulac, aki újságíróként kezdte, majd Louis Delluc hatására impresszionista kísérletekkel próbálkozott. Ennek során két kiemelkedő filmet készített: a Spanyol ünnepet (1919) és a Beudet asszony mosolyát (1923). Ez utóbbi film több említést is érdemel. Az impresszionista művek nem jutottak tovább a melodrámák alapkonfliktusánál (szerelem, szenvedély), ám Dulac a szerelemhez, illetve a szerelem hiányához már bizonyos kritikát is kapcsolt. A Beudet asszony mosolya részben egy színdarabon alapuló mű, de formailag éppen az a legérdektelenebb, amit a színdarab nyújtott benne. Az egész film egy posztókereskedő és felesége világának kontrasztjára épült. A férj az üzlet iránt érdeklődik, mohón eszik, csak a látszat miatt látogat az operába. Az asszony az olvasásban és a zenében keres vigasztalást, látomásai vannak. Nem megy el férjével és annak barátaival színházba, inkább ábrándozik. Mindeközben merényletet tervez férje ellen, aki gyakran szokta üres revolverét a homlokához emelve elsütni. Ezzel érzékelteti tréfásan, hogy milyen nehéz az élete. Amíg a férj a színházban van, a feleség megtölti a pisztolyt. Másnap a férj kivételesen a feleségére süti a pisztolyt, akit nem talál el a golyó. A férj pedig arra gondol, hogy az asszony öngyilkos akar lenni. Ez a film adta meg az impresszionizmus szélső határát. Bár valóságos alapú konfliktust választott a rendező, de azt szintén beszorította a melodráma keretei közé. Tehát a filmművészet és a valóság viszonyát alapvetően ez a film sem tudta megújítani.
Éppen ez volt az „igazi” francia avantgárd megjelenésének legfőbb oka: A valóság és a többi művészet hatására el kellett jutnia a filmművészetnek is a valóság tagadásához, a filmművészeti ábrázolás korlátainak tagadásával. Ezekből kiindulva, következő filmjei már szürrealista hatásokat tartalmaznak. Ilyen volt: A kagyló és a lelkész (1926). Ettől kezdve Dulac művészete ismét fordulatot vett. A szürrealista sajátosságoktól is elfordulva azt a nézetet igyekezett érvényesíteni, hogy a filmnek olyan hatást kell elérnie a nézőben, mint a zenének a zene hallgatójába. Ebből az elgondolásból született három filmje: Meghívás utazásra (1927), Hanglemez 927 (1928) és az Arabeszk (1928). Ezekben a filmekben Debussy, Chopin és Beethoven zenéjét használta fel, próbálta vizuális asszociációsorokká átalakítani.
Hasonló cipőben járt Fernand Léger is, aki kubista festőként kezdte pályafutását. Marcel L'Herbier: A kegyetlen asszony című filmjének volt a díszlettervezője, így kapcsolódott be a filmművészetbe, olyannyira, hogy önállóan is próbálkozott a filmrendezéssel. Sajátos nézetei voltak: „A festmény hibája szüzsé. A film hibája a forgatókönyv. Remélem, hogy a jövőben létrejön az a kinematográfiai gondolat, amely megtalálja a maga kifejezőeszközeit. Amíg a film irodalmi, vagy színházi forrásokat használ, semmi sem lesz belőle.” Filmje, a Gépi balett (1923) a mindennapi környezet tárgyait használta fel az ábrázoláshoz. A rendező saját elmondása alapján arra törekedett, hogy létrehozza a hétköznapi dolgok ritmusát a térben és időben.

#### Burleszk és szürrealizmus a francia filmben
A műfaj és a stílus „keveréke” kapcsán René Clairt kell megemlíteni, akinek egyéni elképzelései nemcsak a dadaizmus hatását mutatják, hanem azt is, hogy Clair valami sajátságos, a kialakulttól eltérő filmre vágyott. A legnagyobb hangsúlyt filmjeiben a mozgásra helyezte. Ez a tárgyak külső mozgását, illetve e cselekvés belső mozgását jelenti nála. Ennek a két mozgásának az egységéből születik meg a ritmus. Első alkotása, Párizs alszik (1923) nyolc hőse többnyire az Eiffel-toronyból szemlélőjévé válik annak, hogy egy tudós csodálatos sugara révén hogyan áll meg az élet Párizsban. Itt már mindenképpen egy szubjektíven felfogott valóságot látni a filmen.
Clair egyéni törekvései sokkal inkább a második filmjében voltak érzékelhetők. A film címe: Felvonásköz (1924). A film jellemzőit már születése körülményei meghatározták. Rolf de Maré, aki a svéd balettet irányította Párizsban, Francis Picabia dadaista festő-költőtől rendelt egy filmet a balett szünetére. Picabie egyébként a balett díszleteit készítette, Clair a filmet Picabia kétoldalas vázlata nyomán készítette.
Picabia elsősorban optikai hatásokkal dolgozott. Clair ebbe úgy illesztette be a filmjét, hogy egy szubjektivizált valóságot, a szürrealitást érzékeltette. A kiindulópont Párizs látképe, amely azonban rögtön fordítva jelenik meg a szubjektivizálás jelzésére. A másik átkötés egy balett-táncosnő lassított tánca volt. Ezek után a dadaisták jelentek meg: Man Ray és Marcel Duchamp festők sakkoznak, Francis Picabia és a zeneszerző Eric Satie ágyút húz. Utána Jean Borlin táncos jelenik meg a színházépület tetején. Picabia vadászruhában. Madár helyett egy vízsugáron táncoló tojásra lő, de végül Borlint lövi le. Ezután következik a film fő része, a halottas menet. A gyászkocsi után, amelyet egy teve húz, a szerző barátai, illetve a filmekből ismert típusok: kövér emberek, álnyomorékok haladnak. A gyászolók kalácsfonatú koszorúkat fogyasztanak. Majd a kocsi vágtatásba lendül, amit egy hullámvasút képe és az elsuhanó fák szakítanak meg. Végül a leeső koporsóból Jean Borlin kikel, és eltünteti a gyászmenet azon tagjait, akik épen az ő eltűnésében nyugodtak meg. Végül saját magát eltünteti.
A Felvonásközben egy társadalmilag elterjedt magatartás kritikája jelent meg, annak képviselőjét (a polgárt) kigúnyoló módon (lásd. temetési menet), úgy, hogy a külső és belső ábrázolást megfelelő ritmus kapcsolta össze. A hatás fokozása érdekében Clair megőrizte a burleszk relikviáit.

#### A francia avantgárd és a szürrealizmus
Akárcsak Németországban, a francia filmművészetben is szükség volt valakire, aki megkísérelte teljesen lerombolni a korábbi ábrázolást, ezzel szolgálva, hogy egy új jöjjön létre. Franciaországban ezt Man Ray vitte véghez. Egy mindent tagadó dadaista megnyilatkozásai voltak filmjei. Ő egy amerikai fényképész és festő volt, aki saját bevallása alapján a filmet improvizációnak képzelte el, nem akarta ugyanazt filmre vinni, mint ami az életben megtörténik. Az élet reprodukálásához ragaszkodó filmeket ezért kulcslyuk-filmeknek nevezte el. „Valamennyi film, amit rendeztem, improvizáció volt. Sohasem írtam forgatókönyvet. Az enyém automatikus filmművészet volt.”
Első filmje: Vissza az értelemhez (1923). A rendezővé lett művész ebben a filmjében az eddigi filmművészet tagadásával akart botránkozást kelteni. Ezért egy papírspirál mozgását fényképezte le, majd exponálatlan filmszalagra tűket és gombokat szórt, s így átvilágítás után sajátos alakzatokat kapott. Ezek a jelentek egészültek ki vásári fények villódzásával és egy meztelen nő képeivel.
Második filmje: Ne zavarj (1926). Jelen esetben az első mű módszerét fejlesztette tovább. Megint csak tűket rakott a filmszalagra, de rajzszögeket és sót is. Nem hiányoztak a fényvillódzások sem, és közvetlen közelről felvett tárgyak képeit is mutatja. (játékkocka, sakkfigura, bendzsó…) Mindez keveredett egymással. Közben feltűnt egy nő közelről vett lába, amint nagyon lassan ugyanarról a kocsiról mindig ugyanoda lép le.
A jelenetek után jött egy váratlan inzert: „Ennek az extravaganciának a következő értelme van.” A magyarázat érdekes abból a szempontból, ami a filmben következik: Kiszáll egy férfi egy taxiból. Belép egy stúdióba. Kinyitja a kézitáskáját, és kivesz belőle egy csomó keménygallért, majd egyenként széttépi őket. Végül a tükör előtt széttépi a nyakán lévő gallért is, és a többi közé dobja, erre azok táncolni kezdenek. A film vége egy csomó nő képével fejeződik be, akik közül az egyik nyitott szemmel alszik. Aztán kiderül, hogy mégsem, a szemek csak a szemhéjára vannak festve.

#### Hódít a szürrealizmus
Man Rayt követően, illetve egy időben vele, több fiatal tehetség is a szürrealista filmek világában próbálta ki magát. Annyira azért mégsem voltak minimalisták, mint Ray.
Ezek a filmek sokkal inkább a szabad asszociációra, a freudi pszichoanalízisre valamint álmaikra támaszkodtak.
A spanyol Luis Buñuel Párizsban a filmet tanulmányozza, hogy a filmkörökhöz közel kerüljön. Első önálló filmjét Salvador Dalíval készítették, alapötletét a saját álmaik adták. Ez volt az Andalúziai kutya (1929). A film a művészi fogékonysághoz és a néző értelméhez szólt. Erős volt benne a fény-árnyék hatás, jellemzőek a fényképészeti beállítások, és ellentéte volt az akkoriban túlhangsúlyozott ritmikus montázsnak. A film szándékosan formaellenes, művésziségellenes a hagyományos törvények szemszögéből nézve. A cselekmény tudatos pszichikai automatizmuson alapszik. A mű célja, hogy a nézőből ösztönös vonzási és taszítási reakciókat váltson ki. Buñuel közösen írta a forgatókönyvet Dalival, a munkához mindketten álomképek oldaláról közelítettek. Csak olyan megjelenítést alkalmaztak, amely bár mélyen hatott rájuk, de vele kapcsolatban semmiféle magyarázat nem volt lehetséges.
A film a hagyományos és konvencionális kötöttségek béklyóját hangsúlyozzák, ezek miatt lehetetlen a vágyak beteljesülése és ennek következménye a pusztulás.
„Semmi sem szimbolizál semmit ebben a filmben. Az egyetlen módszer, amellyel a szimbólumokat vizsgálni lehetne, talán a pszichoanalízis.” (Buñuel)
Buñuel következő filmje, az Aranykor (1930) volt, ami nagy botrányt kavart. A botrányos jelenet az volt, amikor az oltári szentségtartót egy csatornába tesznek. A jobboldali lapok sajátos bolsevik kísérletnek tekintették ezt a tettet, s addig csűrték-csavarták a dolgot, amíg be nem tiltották a filmet.
Buñuel ezután próbálkozott Hollywoodban is, majd visszatért Spanyolországba, ahol elkészítette a Föld kenyér nélkül (1932) című filmjét. A film a hurdok vidékét mutatja be. Ez egy nagyon lehangoló hely, ha úgy tetszik a „Halál Völgye”. Ezen a fennsíkon egy csomó ember él, akik valamilyen szinten (értelmi, illetve testi) fogyatékosak. Életük kész pokol. Jóformán csak krumplit esznek, de abból is nagyon kevés van a kies tájon. A képek a testi fogyatékos emberekről, főleg gyerekekről nagyon megrázóak. A film tele van tragédiával, és kontrasztokban mutatja a normális életet ezzel a sivár léttel.

#### A francia filmiskola (Cinema Pure)
A francia filmiskolába tömörülők olyan filmeket alkottak a húszas évek végén, (René Clair: Florentin kalap (1927), Robert de Flers: Új urak (1925)) amit már nem lehetett besorolni az avantgárdba, de az hatással volt rájuk. A csoportosulás annyiba iskola, hogy később egy új irányzat nőtt ki belőle.
Clair volt az, aki a „tiszta film” megvalósítására törekedett. „A film képes alkotni. Már létrehozta a ritmus sajátos fajtáját… Hála a ritmusnak a film olyan új erőit fedezheti fel, amelyek, figyelmen kívül hagyva a tények és tárgyak realitásának logikáját, az objektív és a mozgó filmszalag együttesén kívül elérhetetlen rendkívüli látomások sorát teremthetik meg. A film „önmagában”, vagy ha úgy tetszik, a „tiszta film”, elválasztva minden más elemtől, a dokumentálistól és a dramaturgiaitól egyaránt… Ez az ami teret ad a valódi kinematográfiai elképzelésnek…”
A néma korszak végéig. Clair nem a hangosfilm ellen szólt, hanem a beszélő film következményéről. „Félő, hogy a nyelv szabatossága elűzi a vászonról a költészetet, mint ahogy elűzi az álomszerűséget. A képzeletbeli beszéd, melyet e néma lényeknek tulajdonítottunk, a képek párbeszéde mindig is szebb lesz, mint a valóságos beszéd… Nem fogunk-e végül is engedni a kísértésnek, hogy mesterkélt dialógusokkal, előre gyártott mondatokkal éljünk; azzal a fecsegéssel, mely elidegenített a színháztól, s menedéket kerestünk a moziban, ahol „csak a csend nagy”?
A beszélő filmet, a dialógust azonban Clair sem tudta semmivé varázsolnia. Legjobb 1930 utáni műveiben, a Párizsi háztetők alatt és A millióban még sikerült diadalmaskodnia a dialógus felett zajjal, zörejjel, zenével és némafilmszemlélettel.
S bár művészi érettségét, sajátos stílusának gazdagságát hangosfilmjeiben éri el, kisebb-nagyobb mértékben mindegyiken fölfedezhető a néma korszak francia iskolája, melynek René Clair egyik úttörője és mestere volt. Az a szüntelen törekvése, hogy a filmkép elevenségét, tartalmasságát, érzelmi hatását érintetlenül megőrizze a beszéddel szemben, végül is a költői realizmus előfutárává tette.

### Klasszikus korszak
A francia film klasszikus korszaka az 1930 és 1960 közötti időszakra tehető. A francia hangosfilm első nemzetközi sikerét René Clair Párizsi háztetők alatt című munkájával érte el. 1931-ben már 157-et gyártottak, majd ez a szám megállapodott évi 130 körül, és ez a mennyiség a 40-es évek kivételével mind a mai napig jellemző.
A két világháború közti időszak egyik jelentős alkotója Jacques Feyder volt, akit a francia film lírai realizmusának egyik megteremtőjeként tartanak számon.
1935-ben rendezte első filmjét Sacha Guitry, a neves forgatókönyvíró és színész. Az új hullám előfutáraként több, mint harminc jelentős filmet készített.
Szintén ebben az évtizedben kezdte el hosszú pályafutását a híres festő fia, Jean Renoir is. Kezdeti filmjei az 1937-ben készült Nagy ábránd (La Grande Illusion) és az 1939-ben forgatott A játékszabály (La Regle du Jeu) volt, ez utóbbit egyes kritikus minden idők legjobb filmjei között tartanak számon.
A második világháborúban az ország filmipara mélyrepülésbe kezdett, több filmrendező – Renoir, Buñuel – Amerikába menekült. A háború után is folytatódott a művészfilmek gyártása. Ezek közé tartozik Cocteau műve, A szép és a szörnyeteg és Marcel Carné legendás alkotása, a Szerelmek városa (Children of Paradise). Az utóbbi még a világháború alatt készült és 1945-ben mutatták be. Az 1828-ban, Párizsban játszódó filmet szintén az évszázad legjobb filmjei között tartják számon.
Az 50-es években főleg a francia irodalom adaptálásával készültek művészi filmek.

### Új hullám
A második világháború rémségeiből felocsúdó, majd talpraálló Európa filmművészetében az (elsősorban) olasz neorealizmust követő filmirányzat. Különböző országokban más és más módon, ugyanakkor egymásra hatva bontakozott ki az 1950-es évek végén, az 1960-as évek elején. Az új filmnyelv meghatározó jellemzője a produceri filmmel szemben a szerzői film volt. Ez annyit jelent, hogy általában a film írója azonos a film rendezőjével, aminek egyenes következménye a személyes hangvétel, személyes mondanivaló intenzív megjelenése, gyakran a líraiság. Az új hullám rendezői merész vágásokkal, újszerű beállításokkal, sajátos zenehasználattal párosuló filmnyelven szólaltak meg. Jellemző rájuk a kortárs irodalommal való mély kapcsolat is.
A korszak népszerű szereplői közé tartoztak: Brigitte Bardot, Alain Delon, Romy Schneider, Catherine Deneuve, Jeanne Moreau, Simone Signoret,Yves Montand, Jean-Paul Belmondo és Jean Gabin. 1960 és 1970 óta ezeket befejezik, majd Michel Piccoli, Philippe Noiret, Annie Girardot, Jean-Louis Trintignant, Jean-Pierre Léaud következik, Claude Jade, Isabelle Huppert, Gérard Depardieu, Patrick Dewaere, Jean-Pierre Cassel, Miou-Miou, Brigitte Fossey, Stéphane Audran és Isabelle Adjani.
A francia új hullám (nouvelle vague) nevét az Express c. folyóirat egy 1957-es cikke adta. Az Arts magazinban, valamint André Bazin kritikai újságjában, a Cahiers du cinéma-ban filmkritikusok és rajongók fejtették ki véleményüket a film sikeréről, megszületett a modern filmelmélet. Az új hullám képviselői többek között a Cahiers fiatal filmkritikusai közül kerültek ki. François Truffaut, Jacques Rivette, Jean-Luc Godard, Claude Chabrol és Éric Rohmer ma már klasszikusnak számít.
A francia új hullám "második" hullámában olyan rendezők jelentkeztek, kicsit megkésve mint például Jean Eustache, Philippe Garrel, Maurice Pialat vagy Jacques Doillon. Új lendületet adva az irányzatnak Philippe Garrel és Jacques Doillon még a mai napig is aktívak.
2000 után indult a francia új hullám nosztalgiahulláma, amely során részben olyan alkotások születtek mint például Bernardo Bertolucci: Álmodozók (2003) vagy Davide Ferrario: Éjfél után (2004). Majd két rendező is jelentkezett Christophe Honoré és Xavier Dolan, akik egyértelműen az örökségből táplálkozva, de modern eszközökkel és témaanyaggal frissítették fel a francia film "állóvizét". Két filmet mindenképpen érdemes kiemelni Christophe Honoré: Szerelmesdalok (2007) és Xavier Dolan: Képzelt szerelmek (2010).
Kiemelkedő egyéniségei közül François Truffaut pályáját filmkritikusként kezdte, és rendezőként is megmaradt az új hullám teoretikusának. Talán ennek is köszönhető az új hullám (más nemzetek új hullámainak is) nagy fokú stiláris tudatossága. Truffaut többek között egy cannes-i kritikájában lelkesen számolt be Fábri Zoltán Körhintájáról. 1959-ben Jean-Pierre Léaud főszereplésével elkészítette Négyszáz csapás (Les Quatre Cent Coups) című filmjét.
Néhány idősebb rendező stílusa mostanra ért be. Robert Bresson, Jacques Tati ezen már később sem változtatott. 1967-ben visszatért Buñuel.
A francia új hullám más kiemelkedő filmjei voltak Jean-Luc Godard 1960-ban Jean-Paul Belmondo főszereplésével forgatott Kifulladásig (A bout de souffle) című alkotása, valamint Claude Chabrol (Unokafivérek), Agnès Varda (Cléo 5-től 7-ig), Louis Malle (Zazie a metrón), Alain Resnais (Szerelmem, Hirosima), Chris Marker című filmje.
Az új hullámos rendezők közül Claude Chabrol volt a legtermékenyebb, sok közülük a lélektani thriller műfajban készült. Jaques Rivette bizonyult a „legterméketlenebbnek”. Hosszú és főleg kísérleti filmeket gyártott.

### 1980-as évek
A 80-as évek francia mozijának kezdetét 1981-ben Jean-Jacques Beineix Diva című filmje jelentette. 1983-ban készíti el Luc Besson első filmjét, Élethalálharc (Le dernier combat) címmel, fekete fehéren. Ezt követte többek között 1986-ban Beineix másik alkotása, a Betty Blue (37°2 le matin), 1988-ban Luc Besson kultuszfilmje, A nagy kékség (Le Grand bleu), valamint 1991-ben Leos Carax filmje, A Pont-Neuf szerelmesei (Les Amants du Pont-Neuf).

### 1990-es évek
Jean-Pierre Jeunet 1991-ben készült Delicatessen és 1995-ben készült Elveszett gyerekek városa (La Cité des enfants perdus) című filmjei határozottan a fantasztikus kategóriába sorolhatók.
A 90-es évek közepén mutatták be Krzysztof Kieślowski Három szín trilógiáját, Három szín: kék, Három szín: fehér és Három szín: piros címmel. 1995-ben készült el Vincent Cassel főszereplésével Mathieu Kassovitz filmje, A gyűlölet (La Haine).
Egy rövid hollywoodi kitérő után Jeunet visszatért Franciaországba és Audrey Tautou valamint Mathieu Kassovitz főszereplésével leforgatta az Amélie csodálatos élete (Le fabuleux destin d’Amélie Poulain) című nagy sikerű filmet.

### Jelenlegi helyzet
A televízió korának eljövetelével a mozilátogatás visszaesésének problematikája fenyegetőnek tűnik az egyes nemzetek filmiparai számára. A francia filmipar és általában véve a francia nyelvű kultúrtermelés kisebb az angol nyelvűnél, aminek egyik oka, hogy a nagyobb piacok, köztük az amerikai piac, vonakodnak az idegen nyelvű filmek forgalmazásától. Ennek következtében a francia filmeknek egy viszonylag szűk piacon kell megélniük, kisebb költségvetéssel, mint amerikai versenytársaiknak. A francia kormány ezért különböző formákban támogatja a francia filmgyártást és filmvetítést:
- a Canal Plus televízió csatorna sugárzási engedélyének feltételei között szerepel a filmkészítés támogatása
- a moziknak és a televízió csatornáknak járulékot kell fizetniük a filmgyártás támogatására
- a filmkészítésbe fektetők adókedvezményeket kapnak
- a mozibevételek arányának megtartása érdekében a mozikban bemutatott filmek DVD-it és a videókazettáit a bemutatás után hat hónapig tilos forgalmazni.

## A francia film csillagai

### Színésznők
- Isabelle Adjani
- Anouk Aimée
- Catherine Allégret
- Annabella
- Fanny Ardant
- Françoise Arnoul
- Stéphane Audran
- Pascale Audret
- Mireille Balin
- Brigitte Bardot
- Sarah Bernhardt
- Emmanuelle Béart
- Juliette Binoche
- Jane Birkin
- Carole Bouquet
- Capucine (Germaine Lefebvre)
- Martine Carol
- Leslie Caron
- Pauline Carton
- Dany Carrel
- Laetitia Casta
- Claudette Colbert
- Marion Cotillard
- Nicole Courcel
- Mireille Darc
- Danielle Darrieux
- Marie Déa
- Suzy Delair
- Nathalie Delon
- Danièle Delorme
- Jacqueline Delubac
- Irina Demick
- Mylène Demongeot
- Catherine Deneuve
- Françoise Dorléac
- Mélanie Doutey
- Marie Dubois
- Anny Duperey
- Françoise Fabian
- Edwige Feuillère
- Florelle
- Jeanne Fusier-Gir
- Charlotte Gainsbourg
- Annie Girardot
- Juliette Gréco
- Brigitte Fossey
- Jany Holt
- Isabelle Huppert
- Irène Jacob
- Claude Jade
- Marlène Jobert
- Valérie Kaprisky
- Anna Karina
- Bernadette Lafont
- Marie Laforêt
- Ginette Leclerc
- Corinne Marchand
- Maria Mauban
- Michèle Mercier
- Michèle Morgan
- Miou-Miou
- Sophie Marceau
- Corinne Marchand
- Macha Méril
- Jeanne Moreau
- Magali Noël
- Madeleine Ozeray
- Geneviève Page
- Jacqueline Pagnol
- Anne Parillaud
- Marie-France Pisier
- Elvire Popesco
- Micheline Presle
- Suzy Prim
- Simone Renant
- Madeleine Renaud
- Emmanuelle Riva
- Dany Robin
- Madeleine Robinson
- Viviane Romance
- Renée Saint-Cyr
- Jean Seberg francia karrier (Szent Johanna)
- Emmanuelle Seigner
- Romy Schneider
- Simone Signoret
- Madeleine Sologne
- Catherine Spaak
- Audrey Tautou
- Valentine Tessier
- Marie Trintignant
- Annette Vadim
- Simone Valère
- Odile Versois
- Marina Vlady

### Színészek
- Richard Anconina
- Yvan Attal
- Michel Auclair
- Daniel Auteuil
- Charles Aznavour
- Gérard Barray
- Harry Baur
- Jean-Paul Belmondo
- Sarah Bernhardt
- Jules Berry
- Pierre Blanchar
- Francis Blanche
- Charles Boyer
- Claude Brasseur
- Pierre Brasseur
- Jean-Claude Brialy
- Bourvil (André Robert Raimbourg)
- Jean-Pierre Cassel
- Vincent Cassel
- Maurice Chevalier
- Aimé Clarion
- Christian Clavier
- Bruno Cremer
- Marcel Dalio
- René Dary
- Claude Dauphin
- Alain Delon
- Gérard Depardieu
- Jean Desailly
- Romain Duris
- Saturnin Fabre
- Fernandel
- Paul Frankeur
- Pierre Fresnay
- Louis de Funès
- Jean Gabin
- Gabriello
- Gabriel Gabrio
- Michel Galabru
- Daniel Gélin
- Fernand Gravey
- Robert Hossein
- Louis Jourdan
- Louis Jouvet
- Mathieu Kassovitz
- Christopher Lambert
- Robert Lamoureux
- Pierre Larquey
- Jean-Pierre Léaud
- Fernand Ledoux
- André Lefaur
- André Luguet
- Robert Lynen
- Jean Marais
- Georges Marchal
- Paul Meurisse
- Gaston Modot
- Pierre Mondy
- Yves Montand
- Samy Naceri
- Philippe Noiret
- Noël-Noël
- Vincent Pérez
- François Périer
- Francis Perrin
- Jacques Perrin
- Gérard Philipe
- Michel Piccoli
- Jean Poiret
- Serge Reggiani
- Jean Reno
- Pierre Renoir
- Claude Rich
- Jean Richard
- Pierre Richard
- Pierre Richard-Willm
- Maurice Risch
- Jean Rochefort
- Maurice Ronet
- Noël Roquevert
- Michel Serrault
- Jean Servais
- Michel Simon
- Jean Sorel
- Saïd Taghmaoui
- Jacques Tati
- Jean Tissier
- Roland Toutain
- Jean-Louis Trintignant
- Charles Vanel
- Lino Ventura
- Henri Vidal
- Frank Villard
- Georges Wilson